# گالری سیحون
گالری سیحون قدیمی‌ترین نگارخانه هنری فعال در ایران است؛ که به مدیریت معصومه سیحون نقش برجسته‌ای در معرفی استعدادهای هنری ایران داشته است.

## تاریخچه
در سال ۱۳۴۵ معصومه سیحون با یاری همسرش، هوشنگ سیحون، گالری سیحون را بنیان نهادند. گالری سیحون یکی از اولین نگارخانه‌های هنری ایران است و قدیمی‌ترین گالری هنری فعال در ایران به‌شمار می‌آید. گالری سیحون با تلاش و مدیریت معصومه سیحون، از سال ۱۳۴۵ تاکنون بدون وقفه به فعالیت ادامه می‌دهد. این گالری از آغاز کار تاکنون بیش از ۱۵۰۰ نمایش از آثار معاصر هنرمندان نوپای ایرانی ارائه داده است، از جمله آثار هنرمندانی که بعدها به شهرت ملی رسیدند می‌توان به ژازه طباطبایی، سهراب سپهری، امین‌الله رضایی، مسعود عربشاهی، حسین زنده‌رودی، رضا مافی، مکرمه قنبری و علیرضا اسپهبد اشاره کرد.